# Antón de Alaminos

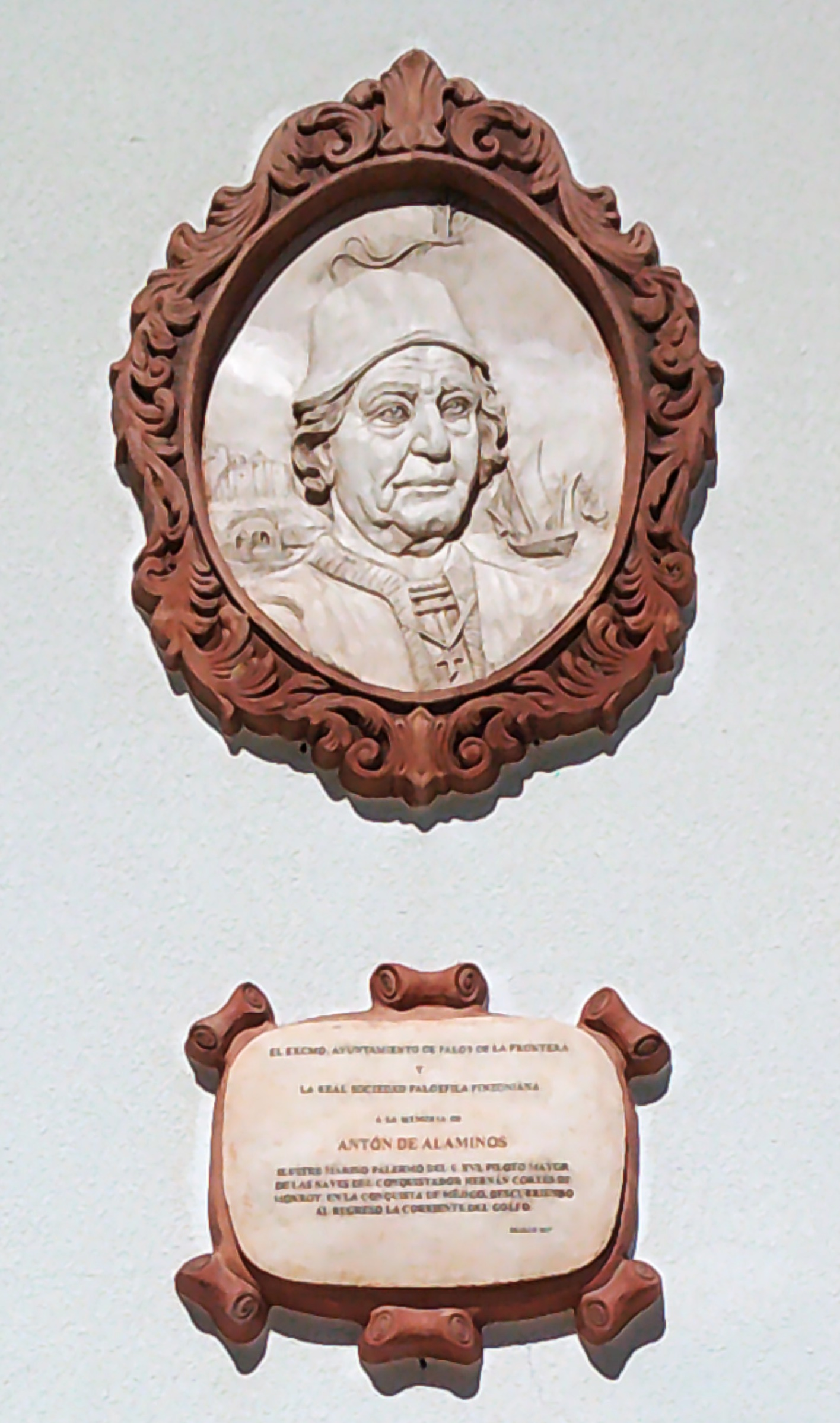
Porträt des Antón de Alaminos, Medaillon auf der Plaza de España in Palos de la Frontera.

Antón de Alaminos (Palos de la Frontera * 1482; † 1520 ?) war ein spanischer Steuermann und Entdecker aus dem 16. Jahrhundert.

## Leben
Alaminos begann seine Karriere als Steuermann auf der letzten Fahrt von Columbus (1502–1504) nach Panama. Er ließ sich dann auf Hispaniola nieder. Später siedelte er nach Kuba über. Von dort aus begleitete er die Conquistadores auf ihren Fahrten zum Festland.
1513 fuhr er mit Juan Ponce de León nach Florida. Alaminos entdeckte auf dieser Reise am 22. April an den floridanischen „Engen“ eine starke Meeresströmung, die später den Namen Golfstrom erhielt. 1517 begleitete er Francisco Hernández de Córdoba nach Yucatán. 1518 fuhr er erneut nach Yucatán, diesmal mit Juan de Grijalva. 1519 war er auf der Fahrt nach Mexiko mit Hernán Cortés dabei. Cortéz erwähnt ihn in seinem ersten Schreiben an Kaiser Karl mehrfach. Alaminos segelte am 26. Juli 1519 von Veracruz in die Floridastraße durch die „Engen“ des Golfstroms, hielt sich nordwärts und erreichte unter Ausnutzung des Golfstroms in der damals extrem kurzen Zeit von zwei Monaten Spanien, um dort die Nachricht der Entdeckung des Aztekenreichs zu überbringen. Offenbar fuhr er noch im selben Jahr mit Francisco de Montejo an einen Küstenabschnitt, der zwischen dem von Cortéz und dem von Ponce de Leon lag. Dabei kam es zu Auseinandersetzungen zwischen Leuten von Cortéz und denen von Montejo. Alaminos vermittelte in diesem Streit.
Im Gegensatz zu seinen Auftraggebern war er ausschließlich an der kartographischen Erfassung der amerikanischen Küstenlinie von Florida im Norden bis Panama im Süden interessiert. Er hat offenbar keine schriftlichen Aufzeichnungen hinterlassen, wird aber regelmäßig in den Berichten der Conquistadores erwähnt. Seine Bedeutung liegt darin, dass er, nachdem er die Conquistadores am Festland abgeliefert und dort ihrem Schicksal überlassen hatte, sofort nach seiner Rückkehr in Kuba als erster von der jeweiligen Fahrt berichten konnte und weitere Fahrten anregte.